# 연도 (군산시)
연도(煙島)는 전북특별자치도 군산시 옥도면 연도리에 속하는 면적 0.873 km2의 섬으로, 인구는 2010년 말 기준으로 234 명이다. 군산항 북서쪽에 있으며, 군산항 연안여객터미널로부터 약 24 km 떨어져 있다.
최고점은 188 m의 대봉산이며, 섬은 전체적으로 경사가 급한 산지로 이루어져 있다. 취락은 동쪽 해안의 부두 주변의 완만한 경사지에 형성되어 있고, 주민은 대부분 어업에 종사한다.
어청도초등학교 연도분교는 2003년 3월 1일에 폐교되었다.

## 같이 보기
- 연도항